# Wang Wei

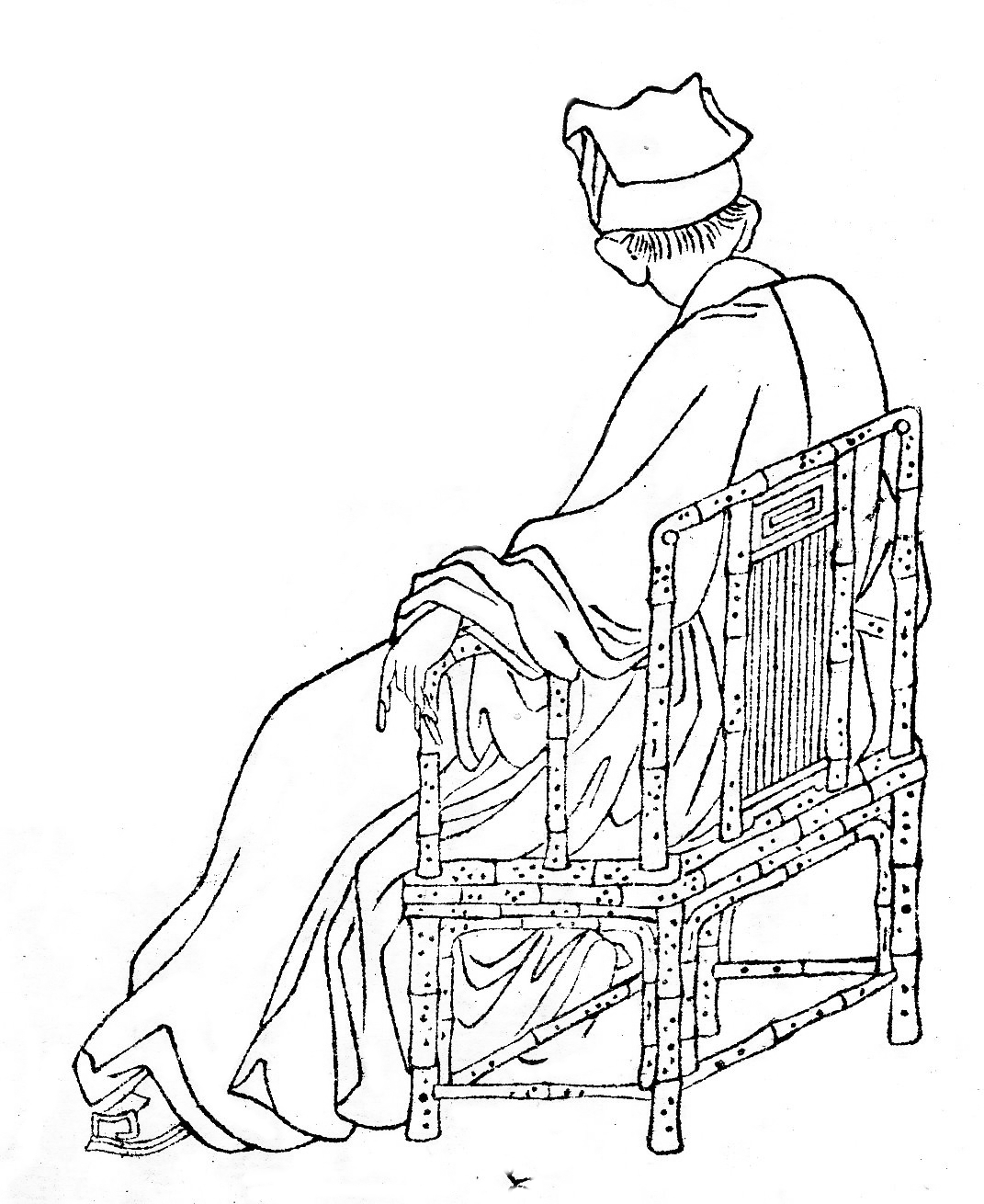
En 1900-talsteckning föreställande Wang Wei.

Wang Wei, (kinesiska: 王維), född 699 i Qi härad, död 759 i Chang'an, var en kinesisk målare, kalligraf, ämbetsman, poet och musiker under Tangdynastin.
Efter sin hustrus död 730 lämnade Wang hovet men tvingades 756 av usurpatorn An Lushan att återinträda i ämbetstjänst. När kejsaren återtog huvudstaden, kastades Wang i fängelse, benådades men dog kort därefter.
Wang räknas som stämningslandskapets förste mästare och som en av de mest betydande östasiatiska konstnärerna. Wang har varit den stora förebilden för senare landskapsmålare och ansågs under Ming vara grundaren av den så kallade "södra skolan"; han skulle ha varit den förste, som målade monokroma tuschlandskap. Emellertid har han använt även den "norra skolans" kraftiga färger och konturerade former. Man kan få en uppfattning av stilkaraktären, om än icke av den konstnärliga kvaliteten, tack vare de kopior som bevarat en del av hans verk. Wangs konst dominerades helt av hans religiösa och poetiska intressen. Han målade mest buddhistiska bilder och poetiska landskap. Wang och hans omedelbara efterföljare blev föregångare till det expressionistiska tuschmåleri, som under Songdynastin skulle bli en av de mest betydande konstarterna i Kina, liksom senare i Japan.
Wangs poesi har tolkats till svenska av Göran Malmqvist och Erik Blomberg.

## Verk i svensk tolkning
- Jadeberget och Hägerboet: kinesisk lyrik. Norstedts klassiker, 99-0131181-0. Stockholm: Norstedt. 1979. Libris 7152890. ISBN 91-1-791122-2
- Malmqvist Göran, red (1965). Det förtätade ögonblicket: T'ang-lyrik. Stockholm: Forum. Libris 820076